# Moritz Immisch
Karl Moritz Immisch (* 12. März 1838 in Niederschmon bei Querfurt; † 20. September 1903 in London) war ein deutscher Uhrmacher, Elektroingenieur und Erfinder.

## Leben und Werk als Erfinder und Unternehmer

### Ausbildung als Uhrmacher
Nach einer technischen Ausbildung ging Immisch 1860 nach London, heiratete 1876 Emma Elizabeth Welch und verdiente sein Geld mit der Reparatur, den Verbesserungen und Erfindung von technischen Gerätschaften in der Firma Le Roy & Fils. Seine technischen Fertigkeiten bewies er in sowohl im gelernten Uhrmacherhandwerk als auch in der Analyse und Beschreibung von mechanisch-technischen Prozessen, in denen besonders die Präzision eine wichtige Rolle spielte.

### Patent für ein kompaktes Thermometer
1881 erhielt Immisch ein Patent und eine Silbermedaille für ein kompaktes Thermometer in Form eines Manometers mit der Verwendung einer Rohrfeder als Messglied. Diese Bauart mit der Rohrfeder, nach seinem Erfinder allgemein Bourdonrohr bezeichnet, war robuster, als die üblichen mit Quecksilber gefüllten Glasthermometer. Mit seinen Experimenten an den elektrotechnischen Prinzipien untersuchte und verstand er die neuen Möglichkeiten der im Entstehen begriffenen elektrotechnischen Manufakturen.

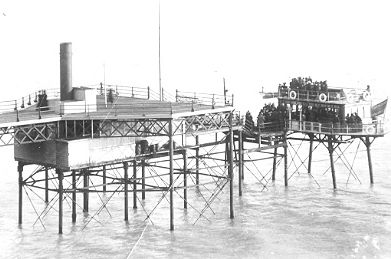
Foto von der Anlegestelle für Daddy Long Legs, Fahrzeug einer ungewöhnlich seetüchtigen Bahn mit Immisch-Gleichstrommotor, die in Brighton (Großbritannien) von 1896 und 1901 existierte

### Patentierung eines Gleichstrommotors
1882 reichte er das Patent eines verbesserten Gleichstrommotors ein und gründete im gleichen Jahr mit Freunden und Kollegen die Firma M. Immisch & Co zur industriellen Anwendung von elektrisch Antrieben von Pumpen, Autos, Straßenbahnen und Schiffen.
Mit Magnus Volk als Manager von Immisch & Co erfolgte ab 1887 die Ausstattung von Bahnen und Autos mit elektrischen Antrieben und der erfolgreiche Bau von Holzbooten, die von Immisch & Co mit elektrischem Antrieb, Stromspeichern und der Steuerung ausgestattet wurden. Zum Aufbau einer Verleihfirma mit Sitz auf der Insel Platt’s Eyot gehörte auch die Infrastruktur an der Themse zur Aufladung der Akkumulatoren.
Immischs Antriebsanlagen, bestehend aus Gleichstrommotoren mit Akkumulatoren als Stromspeicher, seltener mit Oberleitung wie die Brighton and Rottingdean Seashore Electric Railway, wurden ab 1889 ebenso erfolgreich für den Antrieb von Bahnen eingesetzt. Mit der breiten Einführung von Oberleitungen verloren sie jedoch bald an Bedeutung.

## Lebensende
Immisch war für einige Jahre an der Acme Immisch Electric Works Company Ltd. zum Bau von E-Autos beteiligt, sein Hauptinteresse galt jedoch auch in den letzten Jahren seinen langfristigen Unternehmen, die an der Einführung der elektrischen Antriebstechnik beteiligt waren. Er litt zunehmend an Herzproblemen und 1901 zog er sich aus den Geschäften zurück. Am 20. September 1903 starb Karl Moritz Immisch in London.